# Jüdischer Friedhof Bad Aussee

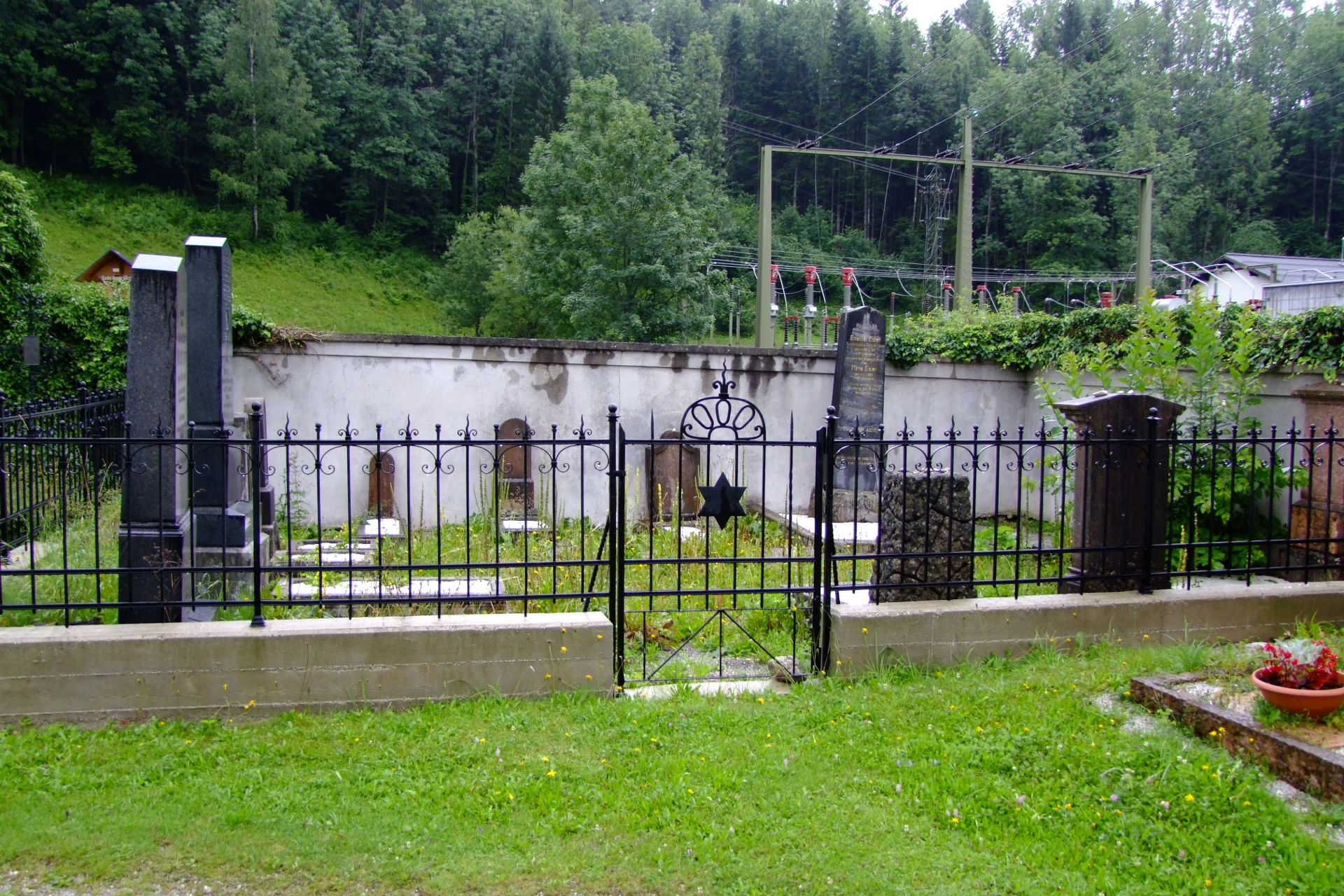
Jüdischer Friedhof in Bad Aussee (2012)

Der Jüdische Friedhof Bad Aussee befindet sich in der Kurstadt Bad Aussee im Bezirk Liezen in der Steiermark. Auf dem jüdischen Friedhof an der Grundlseer Straße, der sich im Eigentum der Kirche St. Leonhard befindet, sind zwölf Grabsteine erhalten. Der Friedhof ist öffentlich zugänglich.